# Phare de Basco
Le phare de Basco  est un phare situé sur la Pointe San Fernando (en), à Basco, dans la province de Batanes aux Philippines.
Ce phare géré par le Maritime Safety Services Command (MSSC), service de la Garde côtière des Philippines (Philippine Coast Guard).

## Histoire
Le phare fut érigé sur l'emplacement de l'ancien phare, dans le barangay de San Antonio, sur les collines de Naidi Hills dominant la mer, proche du port de Basco. Il est l'un des trois phares récents, avec ceux de Sabtang et Mahatao, qui sont aussi des attractions touristiques. Celui de Basco a été mis en service en 2003.

## Description
Le phare est une tour cylindrique avec galerie d'observation et lanterne, de 2 m de haut. Le phare est peint en blanc avec un soubassement en pierre naturelle. Le local technique se trouve à proximité. Il se trouve sur l'île Batan, l'une des îles de Batanes. Il émet un éclat blanc toutes les 4 secondes et sa portée est de 10 milles nautiques (environ 18 km).
Identifiant : ARLHS : PHI-... ; PCG-.... - Amirauté : F2822.5 - NGA : 13990.
|          |
| Le phare |

|                                 |
| Localisation de Basco (Batanes) |

### Lien connexe
- Liste des phares aux Philippines